# 91-es busz (Debrecen)
A debreceni 91-es jelzésű éjszakai autóbusz a Pósa utca és a Nagyállomás között közlekedett teszt jelleggel. Útvonala során érintette a Jégcsarnokot, a Nagyállomást, a belvárost, a Borzán Gáspár utcát, a Gerébytelepet, majd visszatért a Nagyállomáshoz.

## Története
A vonalat 2018. július 6-án indították el kísérleti jelleggel öt nyári hétvégén és szeptember közepén a korábbi szolgálati járatok meghirdetésével. Július 21-én és 22-én, a Campus Fesztivál ideje alatt nem közlekedett, ekkor „C” jelzésű éjszakai járatok vehetőek igénybe. Július 27-étől csak a Pósa utcától közlekedett és a Csokonai Színházat érintette a Kölcsey Központ helyett, illetve nem tért be a Barackos utcához.
Szeptember 19-étől 22-éig újra közlekedett, változatlan paraméterekkel. A 2018. november 1-jétől érvényes éjszakai menetrendben már nem szerepel.

## Útvonala
| Pósa utca → Vincellér utca → Nagyállomás → Csokonai Színház → Bayk András utca → Vámospércsi út → Nagyállomás |
| --- |
| Pósa utca vá. – Pósa utca – Kishegyesi út – Derék utca – Vincellér utca – István út – Szoboszlói út – Erzsébet utca – Nagyállomás – Piac utca – Széchenyi utca – Tisza István utca – Hatvan utca – Bethlen utca – Hunyadi János utca – Rákóczi utca – Csapó utca – Rakovszky Dániel utca – Ótemető utca – Víztorony utca – Aradi utca – Faraktár utca – Hajnal utca – Vágóhíd utca – Diószegi út – Lahner utca – Létai út – Bayk András utca – Létai út – Vámospércsi út – Veres Péter utca – Acsádi út – Sámsoni út – Mátyás király utca – Kincseshegy utca – Huszár Gál utca – Ótemető utca – Rakovszky Dániel utca – Csapó utca – Burgundia utca – Kossuth utca – Piac utca – Nagyállomás vá. |

## Megállóhelyei
Az átszállási kapcsolatok között csak az 1 órán belül elérhető járatok vannak feltüntetve.
| 0  | Pósa utca végállomás                 |                  |
| 1  | Építők útja                          |                  |
| 1  | Derék utca-Jégcsarnok                |                  |
| 2  | Holló László sétány                  |                  |
| 3  | Sárvári Pál utca                     |                  |
| 4  | Vincellér utca                       |                  |
| 4  | Tócóskert tér                        |                  |
| 6  | Legányi utca                         |                  |
| 6  | Szoboszlói út                        |                  |
| 7  | Szoboszlói úti Általános Iskola      |                  |
| 8  | Mentőállomás                         |                  |
| 8  | MÁV-rendelő                          |                  |
| 11 | Nagyállomás                          | 90               |
| 11 | Petőfi tér                           | 90               |
| 12 | Piac utca                            | 90               |
| 13 | Debreceni Törvényszék                | 90, 92           |
| 14 | Tisza István utca                    | 90, 92           |
| 15 | Hatvan utca                          | 90, 92           |
| 16 | Kölcsey Központ (Bethlen utca)       | 90               |
| 16 | Kölcsey Központ (Hunyadi János utca) | 90               |
| 17 | Kálvin tér                           | 90               |
| 18 | Csapó utca                           | 90, 92           |
| 19 | Berek utca                           | 90               |
| 19 | Bercsényi utca                       | 90               |
| 20 | Ótemető utca                         | 90               |
| 21 | Brassai Sámuel Szakközépiskola       | 90               |
| 22 | Dobozi lakótelep                     | 90               |
| 23 | Hajnal utca                          | 90               |
| 24 | Vágóhíd utca, felüljáró              | 90               |
| 26 | Vágóhíd utca                         | 90               |
| 27 | Zsibogó                              | 90               |
| 28 | Rigó utca                            | 90               |
| 29 | Bihari utca                          | 90               |
| 30 | Borzán Gáspár utca                   | 90               |
| 32 | Lahner utca                          |                  |
| 33 | Lahner utca 53.                      |                  |
| 35 | Irányi Dániel utca                   |                  |
| 36 | Fiákeres utca                        |                  |
| 37 | Bayk András utca                     |                  |
| 38 | Fiákeres utca                        |                  |
| 39 | Vadliba utca                         |                  |
| 40 | Keresztesi utca                      |                  |
| 41 | Sólyom utca                          |                  |
| 42 | Regionális Képző Központ             |                  |
| 43 | Hold utca                            |                  |
| 44 | Veres Péter utca                     |                  |
| 45 | Vay Ádám utca                        |                  |
| 46 | Juhász Géza utca                     |                  |
| 47 | Skalnitzky Antal utca                |                  |
| 48 | Acsádi út                            |                  |
| 49 | Tizedes utca                         |                  |
| 50 | Budai Nagy Antal utca                |                  |
| 51 | Zrínyi utca                          |                  |
| 52 | Jánosi utca                          |                  |
| 54 | Bálint pap utca                      |                  |
| 55 | Kincseshegy utca                     |                  |
| 56 | Keresszegi utca                      |                  |
| 57 | Ótemető utca                         |                  |
| 58 | Bercsényi utca                       |                  |
| 58 | Berek utca                           |                  |
| 60 | Burgundia utca                       | 92               |
| 61 | Csokonai Színház                     | 92               |
| 62 | Kistemplom                           | 92               |
| 63 | Petőfi tér                           | 92               |
| 64 | Nagyállomás végállomás               | 90Y, 92, 93 S506 |